# Clarkesville
Clarkesville è una città degli Stati Uniti d'America, situata in Georgia, nella Contea di Habersham, della quale è il capoluogo.